# Vladilen Semionov
Vladilen Grigorievitch Semionov, né le 12 novembre 1932 à Samara, est un danseur classique russe et un pédagogue qui a formé plusieurs générations de danseurs russes, ainsi que de danseurs aux États-Unis. Il a été nommé artiste du peuple de l'URSS en 1983.

## Carrière
Il naît en 1932 à Samara.
Après avoir terminé l'Académie de ballet Vaganova (professeur Vladimir Ponomariov), il poursuit sa carrière entre 1950 et 1972 au Kirov de Léningrad (aujourd'hui Mariinsky). Il est répétiteur-maître de ballet à partir de 1970. En 1970-1972, Semionov préside le collège artistique de ballet du théâtre Kirov.
Il tourne en 1976 pour le film Irina Kolpakova danse qui met en scène son épouse Irina Kolpakova (nommée artiste du Peuple de l'URSS en 1965). Il a enseigné à des danseurs fameux dont Andrian Fadeïev.
En 1962, il est nommé pédagogue de danse classique à l'Institut chorégraphique de Leningrad (aujourd'hui Académie de ballet Vaganova), poste qu'il assure jusqu'en 1995.
Semionov part avec son épouse pour les États-Unis en 1998, afin de poursuivre sa carrière de professeur de danse, notamment au ballet international d'Indianapolis. Ensuite le couple s'installe à New York, tout en gardant un appartement à Saint-Pétersbourg. Ils enseignent à l'American Ballet Theatre, et sont invités aussi dans d'autres académies de ballet ou compagnies, tant aux États-Unis qu'ailleurs dans le monde.